# В. Таль
Товстоніс Віталій Павлович (Знам'янка, Кіровоградська область 24 березня 1883 – 11 лютого 1936 м.Гадяч, Полтавська область) — український прозаїк і драматург родом з Єлисаветградщини (нині Кіровоградщина). Найчастіше послуговувася псевдонімом В. Таль, а також Забагай-Товстонос та Аргус.

## Біографія
Народився у місті Знам'янка Кіровоградської області. Був першим завідувачем Украïнської книгарні в Катеринодарі.
За фахом був слюсарем, але після здобуття освіти з 1908-го почав публікувати оповідання у тогочасних часописах «Рада», «Рідний Край» та ін. Коли у 1911 році став редактором «Села», то всі грошові штрафи, накладені цензурою, мусив відсиджувати у поліцейському відділку за половину накладеної кари, бо ж газета грошей на сплату штрафів не мала. Упродовж 1917-1927-х років надрукував 13 п’єс. Написав також три повісті для молоді: «Любі бродяги» (1927), «Незвичайні пригоди бурсаків» (1929), «У світ» (1930). У першій та останній – події відбуваються в 1920-х роках в середовищі безпритульних та робітників, серед яких є й нащадки бурсаків, описаних у «Незвичайних пригодах». Письменник належав до літературного угрупування «Плуг». На жаль, після 1930-го йому вже не вдалося опублікувати жодного твору. Помер письменник 11 лютого 1936 року в м. Гадяч на Полтавщині.

## Літературна творчість
Перше оповідання «Гематоген» надрукував 1908 в газеті «Рада». Крім того друкувався в газетах «Голос труда», «Більшовик Полтавщини», «Червоне село», у журналах «Плуг», «Плужанин», «Життя й революція», був членом літературної організації «Плуг».
Окремі книги п'єс: «Товариш Прилітайко», «Містерія», «Нова ревізія» (1917), «День правди», «Жінка з голосом», «Круча» «Містерія (Все як було)» (1918), «На перелазі» (1925), «Бувший перший на все общество», «Майка», «Скибині діти», «Смерть Тараса Бульби» (1926), «За друзі своя» (1927); повісті «Любі бродяги» (1927), «Незвичайні пригоди бурсаків» (1929, передрук у , 2015), «У світ» (1930).

## Твори
- Таль В. Незвичайні пригоди бурсаків. Харків: Державне видавництво України, 1929. 490 стор.[3]
  - (передрук) Таль В. Незвичайні пригоди бурсаків. Київ: Наш Формат, 2015. 296 стор. ISBN 978-617-7279-23-4